# Alexandru Mățan
Alexandru Irinel Mățan (Galați, 1999. április 29. –) román korosztályos válogatott labdarúgó, a Dibba Al-Hisn játékosa.

## Pályafutása

### Klubcsapatokban
A Gheorghe Hagi Labdarúgó Akadémián nevelkedett. 2016. május 16-án góllal mutatkozott be a Viitorul Constanța csapatában a Dinamo București elleni élvonalbeli bajnoki mérkőzésen. 2018. december 3-án hivatalosan jelentették be, hogy 2023 nyaráig meghosszabbították a szerződését. 2019 szeptemberében kölcsönbe került a 2019-20-as bajnoki szezonra a Voluntari csapatához. 2020. július 26-án első és egyetlen gólját szerezte meg a klubban a Sepsiszentgyörgy ellen, a 46. percben Alexandru Tudorie jobbról beadott labdáját fejelte be a kapuba a bajnokság osztályozó csoportjának 11. fordulójában. 2021. március 8-án bejelentették, hogy az amerikai Columbus Crew csapata szerződtette.

### A válogatottban
Többszörös román korosztályos válogatott. 2017. november 14-én a gibraltári U19-es válogatott ellen négy gólt szerzett a 8–0-ra megnyert 2018-as U19-es labdarúgó-Európa-bajnokság selejtező mérkőzésen. 2018. március 21-én duplázott Szerbia U19-es korosztályos válogatottja ellen az elit körben. 2021 márciusában bekerült Adrian Mutu 2021-es U21-es labdarúgó-Európa-bajnokságon résztvevő keretébe. Március 27-én gólt szerzett a magyarok ellen 2–1-re megnyert mérkőzésen. A mérkőzés 70. percében a kapu bal felső sarkába lőtt, ezzel csapata első gólját szerezte meg a mérkőzésen.

## Statisztika
2024. november 3-i állapot szerint.
| Klub                         | Szezon           | Bajnokság           | Bajnokság | Bajnokság | Kupa  | Kupa  | Nemzetközi | Nemzetközi | Egyéb | Egyéb | Összes | Összes |
| Klub                         | Szezon           | Liga                | Mérk.     | Gólok     | Mérk. | Gólok | Mérk.      | Gólok      | Mérk. | Gólok | Mérk.  | Gólok  |
| ---------------------------- | ---------------- | ------------------- | --------- | --------- | ----- | ----- | ---------- | ---------- | ----- | ----- | ------ | ------ |
| Viitorul Constanța           | 2015–16          | Liga I              | 1         | 1         | —     | —     | —          | —          | —     | —     | 1      | 1      |
| Viitorul Constanța           | 2017–18          | Liga I              | 14        | 1         | 1     | 1     | —          | —          | 1     | 0     | 16     | 2      |
| Viitorul Constanța           | 2018–19          | Liga I              | 13        | 0         | 3     | 1     | 4          | 0          | —     | —     | 20     | 1      |
| Viitorul Constanța           | 2019–20          | Liga I              | 3         | 0         | —     | —     | 2          | 0          | 1     | 0     | 6      | 0      |
| Viitorul Constanța           | 2020–21          | Liga I              | 22        | 1         | 1     | 0     | —          | —          | —     | —     | 23     | 1      |
| Viitorul Constanța           | Összesen         | Összesen            | 53        | 3         | 5     | 2     | 6          | 0          | 2     | 0     | 66     | 5      |
| Voluntari (kölcsönben)       | 2019–20          | Liga I              | 25        | 1         | 1     | 0     | —          | —          | —     | —     | 26     | 1      |
| Columbus Crew                | 2021             | Major League Soccer | 28        | 0         | —     | —     | 2          | 0          | —     | —     | 30     | 0      |
| Columbus Crew                | 2022             | Major League Soccer | 6         | 0         | 1     | 0     | —          | —          | —     | —     | 7      | 0      |
| Columbus Crew                | 2023             | Major League Soccer | 31        | 1         | 1     | 0     | —          | —          | 8     | 2     | 40     | 3      |
| Columbus Crew                | 2024             | Major League Soccer | 28        | 4         | 0     | 0     | 5          | 1          | 7     | 0     | 40     | 5      |
| Columbus Crew                | Összesen         | Összesen            | 93        | 5         | 2     | 0     | 7          | 1          | 15    | 2     | 117    | 8      |
| Columbus Crew 2              | 2022             | MLS Next Pro        | 4         | 0         | —     | —     | —          | —          | —     | —     | 4      | 0      |
| Rapid București (kölcsönben) | 2022–23          | Liga I              | 6         | 0         | —     | —     | —          | —          | —     | —     | 6      | 0      |
| Karrier összesen             | Karrier összesen | Karrier összesen    | 181       | 9         | 8     | 2     | 13         | 1          | 17    | 2     | 219    | 14     |

Jegyzetek
1. 1 2  Mérkőzése(i) a Román Szuperkupában
2. ↑  Mérkőzése(i) a Leagues Cup-ban: (két mérkőzés; egy gól) és az MLS Cup rájátszásban (hat mérkőzés; egy gól)
3. ↑  Mérkőzése(i) a Leagues Cup-ban: (négy mérkőzés), a Campeones Cup-ban: (egy mérkőzés) és az MLS Cup rájátszásban (két mérkőzés)

## Sikerei, díjai
Viitorul Constanța
- Román kupa
  - Győztes (1): 2018–19

- Román szuperkupa
  - Győztes (1): 2019

Columbus Crew
- MLS
  - Bajnok (1): 2023

- CONCACAF-bajnokok ligája
  - Ezüstérmes (1): 2024

- Campeones Cup
  - Győztes (1): 2021
  - Ezüstérmes (1): 2024

- Leagues Cup
  - Győztes (1): 2024